# Вільям Монтгомері
Вільям Монтгомері (англ. William Montgomery; 1871—1930) — пресвітеріанський священнослужитель і криптограф британського адміралтейства. Відомий своєю роботою в секретній «Кімнаті 40» під час Першої світової війни.
Монтгомері разом з Найджелом де Грі розшифрували телеграму Ціммермана, яка допомогла втягнути США у війну як союзника.

## Довоєнний час
Вільям Монтгомері закінчив Вестмінстерський пресвітеріанський коледж у Кембриджі (англ. Cambridge). Будучи вченим, у віці 43 років, переклав книгу німецького теолога і філософа Альберта Швейцера про історичного Ісуса (англ. Quest for the historical Jesus).

## Роль у Першій світовій війні

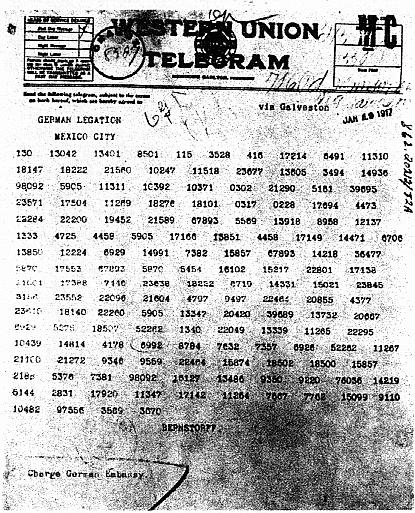
Фотокопія Телеграми Циммермана

У Першу світову війну Вільям був завербований в «Кімнату 40», Дипломатичну секцію криптографічного відділу Адміралтейства. Монтгомері, під керівництвом Джорджа Янга, співпрацював з Найджелом де Грі. Його робота полягала у дешифруванні секретних повідомлень із Міністерства закордонних справ Німецької імперії. Німці використовували шифр, у якому всі слова й знаки були закодовані послідовністю з чотирьох або п'яти цифр. Примітно те, що одне й те ж слово могло бути закодовано різними числами, так само як і одне число могло означати кілька слів. Незважаючи на це, британська розвідка вже в 1915 році навчилася розшифровувати німецькі послання.
16 січня 1917 року міністр закордонних справ Німеччини Артур Ціммерман послав депешу німецькому послу у Вашингтоні. В ній повідомлялося, що Німеччина планує розпочати повномасштабну підводну війну в Атлантичному океані, в якому знаходилися й американські підводні човни. У разі, якщо США ухвалить рішення вступити у війну на стороні Антанти, німецький посол у Мексиці повинен був спонукати мексиканського президента вступити у війну на стороні «Четверного союзу». У разі перемоги Німеччина гарантувала передати Мексиці захоплені США штати — Техас, Нью-Мексико і Аризону.
Вранці 17 січня ця телеграма була перехоплена службою британської розвідки. Вільяму Монтгомері вона здалася надзвичайно важливою. Він вирішив доповісти про перехоплену телеграму голові  Управління військово-морської розвідки Великої Британії Вільяму Холу. Частково розшифрувавши текст разом зі своїм колегою Найджелом де Грі, Вільям зрозумів, що ця телеграма може вплинути на результат війни. Після повної розшифровки було прийнято рішення, повідомити Вашингтон про отриманих даних. 20 лютого Хол передав копію телеграми послу Сполучених Штатів Волтеру Пейджу. 6 квітня 1917 року Сполучені Штати вступили у Першу світову війну.

## Післявоєнний час
Після війни Монтгомері залишився працювати в урядовій школі кодів і шифрів (англ. Government Code and Cypher School, GC&CS). Помер у 1930 році в Лондоні.